# 악기장(현악기울림통제작)
악기장(현악기울림통제작)은 서울특별시 서초구에 있는 무형문화재이다. 2002년 5월 6일 서울특별시의 무형문화재 제28호로 지정되었다.

## 개요
악기를 만드는 장인을 악기장이라 한다. 조선시대 경국대전의 공전(工典)공장조(工匠條)등에 풍물장(風物匠)쟁장(錚匠),고장(鼓匠)등의 악기와 관련된 장인들의 명칭이 보인다. 우리나라에서 제작되어 현재까지 전승되는 악기는 대략 60~70여 종으로 그 중에는 우리 고유의 악기와 중국 또는 서역에서 유래한 것들이 있다. 이 모두를 만드는 장인은 없으나 각각의 종목을 통합하여 악기장으로 분류하여 지정하고 있다.
명확한 기록은 없지만 악기를 만드는 전문적인 장인들은 삼국시대부터 있었을 것으로 생각된다. 고구려 고분벽화에느 다양한 관악기,현악기.타악기 등이 등장하며, 신라 범종 문양에도 악기가 보인다. 4세기 이전의 것으로 보이는 신라 토우에도 가야금 인물상이 발견된다. 또한 거문고를 만들었다는 고구려의 왕산악,가야금과 관련한 가야의 가실왕,신라의 만파식적 등의 설화 등에서 악기의 탄생을 엿볼 수는 있지만 제작하는 장인과 제작방법 등에 관한 이야기는 없다.
조선시대에는 유교에 의해 예악(禮樂)이 중시되어 국가의 제례와 의례에 쓰일 악기와 의물을 만들기 위해 악기도감(樂器都監)악기감조색(樂器監造色)악기수개청(樂器修改廳)악기조성청(樂器造成廳)등의 특별 부서를 두었다. 또한 국가 음악기관인 장악원은 다양한 종류의 악기를 제작하기 위해 여러 분야의 장인들을 동원하여 일을 지휘 감독하고,마지막으로 악기의 조율과 끝마무리 등을 감독하였다.
국악기는 현악기,관악기,타악기 등으로 분류할 수도 있고,재료에 따라 구분할 수도 있는데 金,石,絲,竹,匏,土,革,木의 8가지 중요 재료를 팔음(八音)이라 부른다. 금,은 쇠붙이로 만든 악기로 編鐘,特鐘,方響,鉦,喇발등이 있다. 석은 돌로 만든 악기로 편경(編磬)과 특경(特磬)이 있으며,사는 공명통에 명주실로 꼰 줄을 얹어 만든 악기로 거문고,가야금,해금,아쟁,비파 등이 여기에 속한다. 죽은 대로 만든 악기로 피리,젖대,당적,단소 등이 있으며,포는 바가지의 재료를 쓴 악기로 생황(笙簧)등이 있고,토는 흙으로 구워 만든 것으로 훈(塤)과 부缶가 있다.혁은 둥근 통에 가죽을 씌워서 만든 악기로 장고,갈고,좌고,절고,소고 등이 있으며,목은 나무로 만든 악기로 박(拍)축,어, 등이 있다.
가야금은 정악가야금과 산조가야금의 두 종류가 있는데 재료와 크기,음색,조율법 등에 차이가 있다. 정악가야금은 두꺼운 오동나무를 파내어 공명통을 만드는데,산조가야금은 통나무를 쓰지 않고 오동나무를 파낸 후에 밤나무 판재를 덧대어 아교로 붙여 공명통을 만드는 차이가 있다. 크기는 규격화된 서양악기와 달리 연주자의 신체조건에 따라 조금씩 크고 작아진다. 정악가야금은 대략 160~170cm에 너비가 30cm,현의 길이가 140cm 정도이다.산조가야금은 길이나 폭,현의 길이가 훨씬 작고 가벼운데 조선 말기에 민요를 연주하기 위해 정악가야금을 축소,변형시킨 것이라 할 수 있다.
오동나무는 수려 30~50년 된것을 대충 모양대로 깎아 5년 이상을 자연건조시켜야 한다. 상하판이 다른 나무이기에 붙일 때는 양옆에 좌단을 대는데 여기에는 화류나 벚나무를 쓴다. 상판의 양끝에는 용두(龍頭)와 봉미(鳳尾)를 대는데 용두는 가야금의 머리,봉미는 아랫부분이다.
2002년 4월 23일에 김복곤이 보유자로 인정받아 활동하고 있다.

## 참고 문헌
- 악기장(현악기울림통제작) - 국가유산청 국가유산포털
- 본 문서에는 서울특별시에서 지식공유 프로젝트를 통해 퍼블릭 도메인으로 공개한 저작물을 기초로 작성된 내용이 포함되어 있습니다.